# Americhernes guarany
Americhernes guarany är en spindeldjursart som först beskrevs av Renato Neves Feio 1946.  Americhernes guarany ingår i släktet Americhernes och familjen blindklokrypare. Inga underarter finns listade i Catalogue of Life.